# Guela Zaalishvili
Guela Zaalishvili (en georgiano: გელა ზაალიშვილი, 19 de agosto de 1999) es un deportista georgiano que compite en judo.
En los Juegos Europeos de Cracovia 2023 consiguió una medalla de oro en la prueba de equipo mixto. Ganó una medalla de oro en el Campeonato Europeo de Judo por Equipo Mixto de 2021.

## Palmarés internacional
| Juegos Europeos                     | Juegos Europeos         | Juegos Europeos | Juegos Europeos |
| Año                                 | Lugar                   | Medalla         | Categoría       |
| ----------------------------------- | ----------------------- | --------------- | --------------- |
| 2023                                | Krynica-Zdrój (Polonia) | Medalla de oro  | Equipo mixto    |
| Campeonato Europeo por Equipo Mixto |                         |                 |                 |
| Año                                 | Lugar                   | Medalla         | Categoría       |
| 2021                                | Ufá (Rusia)             | Medalla de oro  | Equipo mixto    |